# Kerstowa (podobóz KL Vaivara)
Kerstowa – niemiecki nazistowski podobóz KL Vaivara, zlokalizowany w Kerstowej.
Obóz powstał w październiku 1943 i zatrudniał 348 więźniów, którzy zajmowali się rozbiórką, która miała się zakończyć po tygodniu lub dwóch. Obóz nie był prowadzony przez SS-manów, i znajdował się daleko od innych podobozów Vaivary. W listopadzie obóz został zlikwidowany, a więźniowie zostali przeniesieni do nowo powstałego obozu Putki.